# Bahnstrecke Schlawe–Stolpmünde
| Kursbuchstrecke: | 111q (1934) DR 111p (1940) |                                       |                                       |
| Streckenlänge: | 36,3 km                    |                                       |                                       |
| Spurweite: | 1435 mm (Normalspur)       |                                       |                                       |
| |                            |                                       |                                       |
| \| \| \| von Pollnow \| \| \| \| \| von Bütow–Zollbrück \| \| \| \| \| von Stettin \| \| \| \| 0,0 \| Schlawe (Sławno) \| Schlawe (Sławno) \| \| \| \| nach Danzig \| \| \| \| \| nach Rügenwalde \| \| \| \| 7,9 \| Koccejendorf (Radosław Sławieńskie) \| Koccejendorf (Radosław Sławieńskie) \| \| \| 12,6 \| Stemnitz (Staniewice) \| Stemnitz (Staniewice) \| \| \| 17,9 \| Pustamin (Postomino) \| Pustamin (Postomino) \| \| \| 20,9 \| Marsow (Marszewo) \| Marsow (Marszewo) \| \| \| 22,8 \| Schlackow (Złakowo) \| Schlackow (Złakowo) \| \| \| 26,8 \| Gallenzin-Saleske (Golęcino-Zaleskie) \| Gallenzin-Saleske (Golęcino-Zaleskie) \| \| \| 30,4 \| Dünnow (Duninowo) \| Dünnow (Duninowo) \| \| \| 34,5 \| Forsthaus Stolpmünde (Wodnica Ustka) \| Forsthaus Stolpmünde (Wodnica Ustka) \| \| \| 193,28 \| Ustka Uroczysko (seit 2019) \| Ustka Uroczysko (seit 2019) \| \| \| 36,3 192,25 \| Ustka (Stolpmünde) \| Ustka (Stolpmünde) \| \| \| \| von Kuhnhof \| \| \| \| \| von Stolp \| \| |                            |                                       |                                       |
| Strecke (außer Betrieb) |                            | von Pollnow                           | von Pollnow                           |
| Abzweig geradeaus und von rechts (Strecke außer Betrieb) |                            | von Bütow–Zollbrück                   | von Bütow–Zollbrück                   |
| Abzweig ehemals geradeaus und von links |                            | von Stettin                           | von Stettin                           |
| Bahnhof | 0,0                        | Schlawe (Sławno)                      | Schlawe (Sławno)                      |
| Abzweig geradeaus und nach rechts |                            | nach Danzig                           | nach Danzig                           |
| Abzweig ehemals geradeaus und nach links |                            | nach Rügenwalde                       | nach Rügenwalde                       |
| Bahnhof (Strecke außer Betrieb) | 7,9                        | Koccejendorf (Radosław Sławieńskie)   | Koccejendorf (Radosław Sławieńskie)   |
| Bahnhof (Strecke außer Betrieb) | 12,6                       | Stemnitz (Staniewice)                 | Stemnitz (Staniewice)                 |
| Bahnhof (Strecke außer Betrieb) | 17,9                       | Pustamin (Postomino)                  | Pustamin (Postomino)                  |
| Haltepunkt / Haltestelle (Strecke außer Betrieb) | 20,9                       | Marsow (Marszewo)                     | Marsow (Marszewo)                     |
| Bahnhof (Strecke außer Betrieb) | 22,8                       | Schlackow (Złakowo)                   | Schlackow (Złakowo)                   |
| Bahnhof (Strecke außer Betrieb) | 26,8                       | Gallenzin-Saleske (Golęcino-Zaleskie) | Gallenzin-Saleske (Golęcino-Zaleskie) |
| Bahnhof (Strecke außer Betrieb) | 30,4                       | Dünnow (Duninowo)                     | Dünnow (Duninowo)                     |
| Haltepunkt / Haltestelle (Strecke außer Betrieb) | 34,5                       | Forsthaus Stolpmünde (Wodnica Ustka)  | Forsthaus Stolpmünde (Wodnica Ustka)  |
| Haltepunkt / Haltestelle Strecke bis hier außer Betrieb | 193,28                     | Ustka Uroczysko (seit 2019)           | Ustka Uroczysko (seit 2019)           |
| Bahnhof | 36,3 192,25                | Ustka (Stolpmünde)                    | Ustka (Stolpmünde)                    |
| Abzweig geradeaus und ehemals nach links |                            | von Kuhnhof                           | von Kuhnhof                           |
| Strecke |                            | von Stolp                             | von Stolp                             |

Die Bahnstrecke Schlawe–Stolpmünde ist eine ehemalige Bahnstrecke zwischen den in der heutigen polnischen Woiwodschaft Pommern gelegenen Städten Schlawe (Sławno) und Stolpmünde (Ustka).
Die 36 Kilometer lange Strecke verlief von Südwesten nach Nordosten und verband die Kreisstadt Schlawe mit dem Ostseebad Stolpmünde. Dabei durchzog sie die beiden Landkreise Schlawe und Stolp.

## Geschichte
Die Bahnstrecke von Schlawe nach Stolpmünde wurde am 18. August 1911 als letzte neue Bahnstrecke im Landkreis Schlawe eröffnet. Sie verkürzte die Fahrzeit der sonst über Stolp vorzunehmenden Route von Stettin nach Stolpmünde.
Als die Bahnstrecke zwischen Schlawe und Stolpmünde geplant wurde – nun auch, um den nördlichen Landkreis Schlawe zu erschließen – erhob die Stadt Rügenwalde (heute polnisch: Darłowo) heftigen Widerspruch. Sie sah sich von dem geplanten Bahnneubau benachteiligt, denn die Defizite der Kreisbahn von Schlawe nach Pollnow (Polanów) belasteten den Stadtsäckel im Jahre 1901 bereits mit 52.000 Mark. Der Kreistag lehnte daraufhin mit 17 gegen 15 Stimmen das Projekt ab. Doch einige an dieser Bahnlinie sehr interessierte Gutsbesitzer setzten den staatlichen Bahnbau durch. Sie erschloss nun den Norden des Rügenwalder Amtes und die angrenzenden Güter. Nach dem Ersten Weltkrieg wurde in Marsow (Marszewo) noch ein zusätzlicher Haltepunkt geschaffen.
Die gesamte Bahnstrecke wurde 1945 demontiert. Eine Wiederherstellung erfolgte nicht.
Im Dezember 2019 wurde ein kleiner Teil der Strecke reaktiviert, in dem Personenzüge von Ustka nun weiter bis Ustka Uroczyska, einem neuen Haltepunkt am westlichen Stadtrand fahren. Dieser Abschnitt liegt auf der Trasse der ehemaligen Strecke nach Schlawe, der allerdings als Teil der bestehenden Bahnstrecke Piła–Ustka gezählt wird und nach 1945 als Militäranschluss erhalten geblieben war.